# Galina Martinowna Samsowa

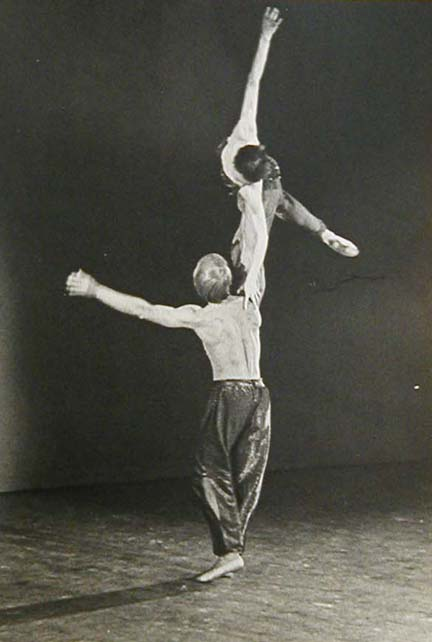
Galina Samsowa mit David Adams in Le corsaire

Galina Martinowna Samsowa (russisch Галина Мартиновна Самсова, * 17. März 1937 in Stalingrad; † 11. Dezember 2021 in London) war eine russische Balletttänzerin und Choreografin. Sie gründete das New London Ballet.

## Die Anfänge
Galina Samsowa wurde in Stalingrad, dem heutigen Wolgograd, geboren. Schon in der Kindheit begann sie, Ballett zu üben. Ihr Studium bei Natalja Werekundowa an der Ballettschule der Kiewer Oper schloss sie 1956 ab. Schließlich qualifizierte sie sich dort als Solistin. 1960 heiratete sie den ukrainisch-kanadischen Tanz-Dozenten Alexander Ursuljak und zog zu ihm nach Kanada. Ihren Namen Самцова, englisch transkribiert Samtsova, änderte sie nun zu Samsova (Самсова). 1961 wurde sie vom kanadischen Nationalballett in Toronto als Solistin engagiert. Rasch stieg sie zur Primaballerina auf und tanzte die Hauptrollen im Schwanensee und in Giselle sowie in Choreografien von George Balanchine, Antony Tudor und John Cranko.

## Künstlerische Karriere
Bei einem Besuch in London 1963 wurde sie Raymundo de Larraín für die Titelrolle in Sergei Prokofjews Cinderella empfohlen. De Larraíns aufwändige Neuinszenierung wurde von Waclaw Orlikowsky choreografiert und beim internationalen Tanzfestival in Paris präsentiert. Galina Samsowa tanzte die Rolle einen Monat lang fast täglich und gewann die Goldmedaille des Festivals. Daraufhin öffneten sich für sie die Tore zu weiteren Engagements. Sie erhielt Einladungen für Gastauftritte unter anderem beim Ballett der Oper von Marseille und zum London Festival Ballet. Kurz nach ihren ersten Auftritten als Gastkünstlerin engagierte sie diese Kompanie in fester Anstellung als Primaballerina. Sie blieb bis 1973 beim London Festival Ballet und tanzte die Hauptrollen in Il corsaro, Schwanensee, Dornröschen und einer Reihe anderer klassischer Ballettstücke. Mit David Adams gewann sie die Goldmedaille für die gemeinsame Interpretation von Giselle beim zweiten Opernfestival in Madrid. 1966 tanzte sie als Gaststar die Rolle der Cinderella, in Szene gesetzt von der französischen Choreografin Françoise Adret. Die Rolle des Prinzen tanzte André Prokovsky, ein russisch-französischer Tänzer. Er wurde nicht nur ihr Partner auf der Bühne, sondern auch ihr zweiter Ehemann, nachdem die Ehe mit Alexander Ursuljak geschieden worden war. In ihren letzten Jahren mit dem London Festival Ballet tanzte Galina Samsowa beständig an der Seite von André Prokovsky, unter anderem in zeitgenössischen Werken wie The Unknown Island (1969) von Jack Carter, in Othello und La Péri (beide 1971) von Peter Darrell und in Dvořák Variations (1970) und Mozartiana (1973) von Ronald Hynd.
Die beiden heirateten 1972 und verließen 1973 das London Festival Ballet, um ihre eigene Kompanie zu gründen, das New London Ballet. Das Ensemble bestand aus 14 Tänzerinnen und Tänzern. Mit einem Repertoire, das hauptsächlich aus Neuschöpfungen bestand, bereiste die Kompanie Großbritannien und das Ausland. Aufgrund von nicht erfüllbaren Anforderungen der Londoner Musiker-Gewerkschaft löste die Kompanie sich 1977 auf. In den folgenden zwei Jahren waren beide beim Ballett des Teatro dell’Opera di Roma engagiert; er als Direktor und sie als Tänzerin. In den Jahren danach hatte sie Auftritte als Gaststar in Frankreich, Deutschland, Hongkong, Kanada, den Vereinigten Staaten, Südafrika und England.
1978 tanzte sie als Gaststar beim Birmingham Royal Ballet, dem Vorläufer des heutigen Sadler′s Wells Royal Ballet. 1980 wurde sie dessen künstlerische Leiterin. In den zehn Jahren in dieser Position tanzte sie unter anderem in Paquita und schuf in Zusammenarbeit mit Peter Wright eine Inszenierung von Schwanensee. 1981 wurde ihre Ehe mit André Prokovsky geschieden. Nachdem sie sich als aktive Tänzerin von der Bühne verabschiedet hatte, wurde sie 1991 künstlerische Leiterin des Scottish Ballet in Glasgow. Sie legte dort das Schwergewicht auf das klassische Repertoire, schuf ihre eigene Choreografie zum dritten Akt von Raimonda und brachte unter anderem neo-klassische Werke von George Balanchine, Robert Cohan und Mark Baldwin zur Aufführung. Nachdem sie 1997 diese Stellung aufgegeben hatte, ließ sie sich in London nieder und unterrichtete jugendliche Tanzschülerinnen. Ferner war sie Jurorin bei Ballett-Wettbewerben in Paris, Moskau, Kiew, Shanghai und Jackson, Mississippi.
Galina Samsowa starb am 11. Dezember 2021 in London im Alter von 84 Jahren.